# Tântalo-branco
A cegonha-malaia, também conhecido como cegonha-leitosa ou tântalo-branco (Mycteria cinerea) é uma espécie de cegonha de plumagem média quase totalmente branca, encontrada predominantemente em mangais costeiros em partes do sudeste da Ásia.

## Taxonomia e sistemática
A cegonha-malaia foi anteriormente colocada no gênero Ibis, com o nome binomial Ibis cinereus, mas agora está incluída no Mycteria devido a grandes semelhanças na aparência e comportamento com as outras três espécies deste gênero (cabeça-seca, cegonha-de-bico-amarelo e o tântalo-indiano). Estudos filogenéticos baseados na hibridização de DNA e citocromo oxidase b demonstraram que a o tântalo-branco compartilha um clado com outras Mycteria e forma um par de espécies irmãs com o tântalo-indiano.

## Descrição

### Adulto
Esta espécie tem 91-97 cm de altura, tornando-a ligeiramente menor do que o tântalo-indiano intimamente relacionada. A plumagem adulta é completamente branca, exceto pelas penas de voo pretas da asa e cauda, que também possuem um brilho esverdeado.  O comprimento da asa mede 435-500 mm e a cauda mede 145-170 milímetros.   A extensa porção branca da plumagem é completamente impregnada de um amarelo pálido cremoso durante a época de reprodução, daí o nome "cegonha-leitosa" como é chamado em alguns lugares.  Este tom cremoso está ausente da plumagem durante a reprodução. As coberturas das asas e penas traseiras são mais claras e têm uma faixa terminal quase branca.
A pele nua do rosto é acinzentada ou marrom escura; com manchas pretas irregulares. Durante a reprodução, a pele nua do rosto é de um vermelho vinho profundo com manchas pretas nos loros pela base do bico e região gular, com um anel de pele vermelha mais brilhante ao redor do olho. Logo após o cortejo, a pele do rosto fica mais pálida de um vermelho alaranjado.  As aves reprodutoras também apresentam uma estreita faixa rosada de pele nua ao longo da parte inferior da asa.
O bico curvado para baixo é amarelo rosado opaco e, às vezes, com pontas brancas. O comprimento do colmo mede 194 - 275 mm. As pernas são de uma cor de carne vermelha opaca, com os tarsos medindo 188 - 225 mm.  Tem dedos longos e grossos que provavelmente servem para aumentar a área de superfície de seus pés e, portanto, reduzir a pressão de ficar em pé e andar na lama fofa de sua área de forrageamento, de modo que a ave não afunda consideravelmente ao forragear e se alimentar.
Durante o cortejo, o bico fica amarelo profundo, com um bronzeado acinzentado no terço basal; e as pernas tornam-se um magenta profundo. Os sexos são semelhantes, mas o macho é ligeiramente maior, com um bico mais longo e mais fino.
O adulto é facilmente reconhecível no campo por suas penas brancas na cabeça, bico amarelo-laranja e pernas rosa. Distingue-se de outras aves pernaltas, como garças e marabus-pequenos, por sua plumagem corporal extensivamente branca e abrigos de asa pretos. No entanto, a cegonha-malaia se assemelha e pode, portanto, ser confundida com o bico-aberto asiático parcialmente simpátrico e várias espécies de garças-brancas. No entanto, as garças são menores e completamente brancas, e o bico-aberto asiático também é menor e se distingue da cegonha-malaia pelo bico cinza.  Na parte norte de sua distribuição em torno do Vietnã, cegonhas-malaias ocasionalmente ocorrem em simpatria com tântalos-indianos de parentesco próximo e morfologicamente semelhantes.  No entanto, o tântalo-indiano distingue-se da cegonha-malaia na plumagem adulta pela faixa peitoral preta e branca e abrigos das asas, secundárias internas rosa, pele da cabeça nua mais restrita e coloração geralmente mais brilhante das partes moles.
Como é habitual entre as cegonhas, esta espécie geralmente voa em térmicas para viajar entre as áreas. Bandos de até uma dúzia de pássaros podem ser vistos voando em termas em grandes alturas entre 10:00 e 14:00. Em colônias de reprodução e áreas de alimentação, o voo é contagioso, pois a decolagem de uma ave é rapidamente seguida por outras. A taxa média de oscilação foi estimada em 205 batimentos por minuto.

### Juvenil
Na eclosão, os filhotes são cobertos por uma penugem branca. As penas do contorno começam a aparecer por volta de 10–14 dias, e os filhotes ficam totalmente cobertos de penas com plumagem completa após 4–6 semanas. Esta plumagem é tipicamente marrom-acinzentada pálida com uma parte inferior das costas, anca e abrigos da cauda brancos; algumas penas brancas felpudas permanecendo sob as asas e na parte inferior do corpo; asa preta e penas da cauda com um forro das asas branco e marrom escuro; franjas distintas na cabeça marrom acinzentada e partes nuas amarelas opacas.  Após cerca de 10 semanas, quando os juvenis se alojaram,  começa a perda das penas da cabeça; e as áreas escuras e nuas na testa e nas laterais da cabeça ao redor dos olhos tornam-se visíveis.   Essas áreas escuras nuas às vezes são intercaladas com manchas laranja opacas.  Os filhotes também têm um bico cinza-escuro e pele ao redor do bico e do olho.
Com a idade de três meses, a cabeça emplumada está agora completamente careca e o bico opacal o tornou-se amarelo quente com uma ponta amarela esverdeada. Ambas as características são características de adultos. Os juvenis de cegonha-malaia parecem quase idênticos aos juvenis da espécie tântalo-indiano, mas são considerados distintos dos juvenis destes últimos por seu forro inferior mais pálido em contraste com as penas de voo completamente pretas, enquanto este forro inferior é completamente preto em tântalos-indianos.

### Outras características
A cegonha-malaia costuma ser uma ave silenciosa quando não está em época de reprodução. Nos ninhos, os indivíduos emitem um chamado de falsete “fizz” durante a exibição Up-Down. O jovem solta um coaxar parecido com um de sapo ao pedir por comida.
Especialmente em cativeiro no Zoológico Nacional da Malásia, Zoológico de Singapura e Zoológico Dusit, tântalos-brancos e indianos cruzam-se para produzir descendentes híbridos. Esses híbridos aparentemente variam em aparência por meio de diferentes combinações de fenótipos de cegonha-malaia e tântalo-indiano em proporções variáveis.   Como esses juvenis híbridos não são facilmente distinguíveis dos juvenis de raça pura com base na morfologia, métodos moleculares têm sido usados para detectar possíveis híbridos.  Comparado com a tântalo-mãe indiana, o híbrido adulto tem bico e cabeça rosa em vez de laranja. Os híbridos adultos também podem ter algumas pequenas manchas pretas na asa branca e uma coloração rosa sutil nas penas.
Em todas as idades nesta espécie, a íris é marrom escuro; e as patas são rosadas, mas parecem brancas devido a uma cobertura dos excrementos das aves.

## Distribuição e habitat
A área de distribuição do tântalo-branco é restrita ao sudeste da Ásia, onde é amplamente distribuída, mas de forma irregular. Ocorre em Sumatra (sua fortaleza global), Java, Sulawesi, leste da Malásia, Camboja, sul do Vietnã (onde provavelmente recolonizou em grande parte após a guerra de 1963-75), Bali, Sumbawa, Lombok e Buton. Historicamente, ocorreu no sul da Tailândia, mas agora está muito provavelmente extinto aqui. Um espécime de tântalo-branco macho adulto perfeito de Setul, na Península da Tailândia, retirado de 1935, foi posteriormente encontrado entre as coleções da Coleção de Referência Zoológica da Universidade Nacional de Singapura, sugerindo que a espécie residia anteriormente aqui.  O espécime descoberto foi o primeiro e provavelmente também o último tântalo-branco relatado da Tailândia,  embora esta espécie provavelmente ainda visite a Tailândia ocasionalmente como uma ave errante.  Também é errante em outros lugares para países como Bali e Sumbawa, e é residente em Sumatra, Java e Sulawesi (todos dentro da Indonésia). O tântalo-branco foi relatado pela primeira vez em Sulawesi quando um grupo de cinco indivíduos aparentemente residentes foi avistado lá em 1977. A ilha de Madura também pode abrigar uma população importante depois que 170 indivíduos foram avistados lá em 1996.
A cegonha-malaia anteriormente se espalhava mais amplamente no sudeste da Ásia. Por exemplo, anteriormente era amplamente distribuído ao longo da costa da Península da Malásia, mas agora está restrito à Floresta de Manguezais Matang em Perak.
A cegonha-malaia é predominantemente uma espécie costeira das terras baixas em toda a sua distribuição; onde habita manguezais, pântanos de água doce e turfa e estuários. Os únicos registros de reprodução comprovados, entretanto, são relatados em manguezais que fazem fronteira com as áreas de alimentação. Ele forrageia em lodaçais de maré, em piscinas rasas de água salgada ou doce, pântanos de água doce, viveiros de peixes, campos de arroz; e em pântanos ao longo de planícies aluviais de rio até 15 km da costa.   Os requisitos de habitat de reprodução do tântalo-branco são florestas de mangue extensas e intactas (e provavelmente também ribeirinhas ou de terra seca) com árvores altas e proeminentes atrás delas; e piscinas rasas dentro da floresta para os juvenis se alimentarem. As árvores altas também são usadas para descanso e deve haver galhos individuais suficientes para a decolagem. Com a falta dessas árvores adequadas, alternativas feitas pelo homem, como rodas de carrinhos montadas em postes, foram propostas.
Na Península da Malásia, a cegonha-malaia é mais exclusivamente marinho do que o tântalo-indiano congenérico. No entanto, os intervalos das duas espécies se sobrepõem nas planícies pantanosas do Camboja, onde provavelmente usam os mesmos habitats.

## Migração e outros movimentos
A cegonha-malaia provavelmente realiza uma curta migração sazonal fora da época de reprodução, mas pouco se sabe sobre o tempo e o caminho de tais movimentos. As migrações locais de cegonhas-malaias (e várias outras espécies de aves pernaltas) podem ser causadas pelo início da seca na estação seca. No Camboja, no entanto, eles se dispersam durante a estação chuvosa do lago Tonle Sap provavelmente até a costa.  Há relatos de que os tântalos-brancos migraram de Sumatra para Java, e através do estreito de Sunda, em setembro e outubro. Embora essas migrações aparentes não sejam extensivamente mapeadas, os bandos de tântalo-branco variam mais de 200 km em um dia.
Adultos que se reproduzem na ilha de Pulau Rambut, em Java, também se deslocam diariamente dentro e fora da ilha para se alimentar nos viveiros de peixes e campos de arroz no continente de Javan. A colônia de reprodução em Pulau Rambut também pode ser visitada irregularmente por um número variável de migrantes ao longo do ano.

## Comportamento e ecologia

### Reprodução

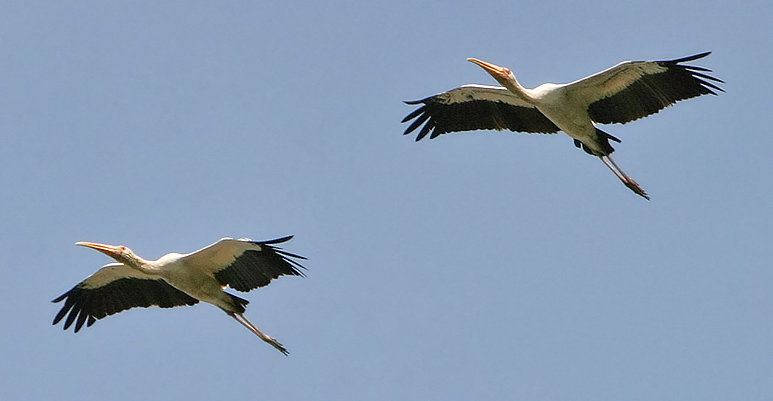
Um par de cegonhas-malaias voando em Singapura

A reprodução normalmente ocorre após as chuvas durante a estação seca, que pode durar de abril a novembro. O início da reprodução pode variar em tempo ao longo da distribuição da espécie, mas geralmente dura três meses e provavelmente coincide com os estoques de peixes máximos e densidade após a reprodução dos peixes na estação chuvosa.  No sul da Sumatra, por exemplo, a cegonha-malaia pode procriar de junho a setembro,   e foi observada na criação de plumagem em maio ou já em fevereiro.  O acasalamento é provavelmente um pouco mais cedo em Java, dado que os ovos foram encontrados em ninhos aqui já em março, com um relato de uma ninhada em julho (Hoogerwerf, 1936). A reprodução em Java é, no entanto, provavelmente mais comum de julho a agosto. Em Tonle Sap, no Camboja, a postura dos ovos pode começar em janeiro e fevereiro, quando a estação seca começa ainda mais cedo. Na Malásia, os ovos foram encontrados em ninhos exclusivamente em agosto.
A cegonha-malaia procria colonialmente em mangais, com colônias de reprodução variando em tamanho de 10-20 a algumas centenas de ninhos. Em Java, as colônias reprodutoras de 75-100 ninhos foram estimadas para cobrir 4,5 ha, com 5-8 ninhos por árvore dentro das colônias tendo sido registrados. A altura do ninho em relação ao solo varia notavelmente. Os ninhos são comumente construídos na alta Avicennia marina e outras espécies de árvores Avicennia em Java, e em árvores Rhizosphora apiculata em Sumatra, em ambos os casos, geralmente 6–14 m acima do solo, mas às vezes no topo de árvores. Os ninhos em Pulau Rambut são construídos em copas de manguezais de 30 m de altura.  Características semelhantes de nidificação foram observadas na ilha de Pulau Dua quando a espécie ainda ali se reproduzia.  Na Indonésia, alguns tântalos-brancos nidificam perto do solo em arbustos densos de samambaias do mangue Acrostichum, a 2 a 6 metros do solo. Os tântalos-brancos também costumam fazer ninhos em árvores de mangue mortas ou moribundas.  Além disso, algumas colônias no sul de Sumatra foram localizadas bem no interior, em lagos salgados ou pântanos de água doce em árvores Alstonia atingindo até 60 m de altura.
Os ninhos são estruturas robustas e volumosas medindo cerca de 50 cm de diâmetro e predominantemente compreendendo galhos médios vivos de espécies de Avicena, nos quais muitas folhas ainda estão fixadas. Esses ninhos se assemelham aos da garça-real e do íbis-branco, mas são um pouco mais robustos e têm ramos mais grossos. No entanto, outros ninhos encontrados são estruturas pequenas e frágeis que lembram as de pombas.  Ao coletar o material de nidificação, os tântalos-brancos quebram os galhos vivos das árvores agarrando o galho com seu bico e voando uma curta distância para cima, o que parece ser uma tarefa difícil e às vezes malsucedida. Se o tântalo não consegue liberar o galho, ele segue para outro. A construção do ninho continua mesmo com os filhotes no ninho.
Os tamanhos das ninhadas variam de 1 a 4 ovos, mas 2 a 3 ovos são típicos. As dimensões do ovo medem 59,0-74,5 mm de comprimento e 43,0-48,0 mm de largura, são relativamente pequenos em comparação com o tamanho do corpo adulto e se assemelham aos de marabu-pequeno, mas são ligeiramente mais pálidos. O período de incubação é estimado em 27-30 dias. Vários dias podem decorrer entre a eclosão do primeiro e do último ovo, de modo que os pintos mais velhos e os mais novos diferem consideravelmente em tamanho. A ninhada é alternadamente chocada pelo macho e pela fêmea. Quando os pais trocam os deveres do ninho, o pai que está retornando e o pai chocante se cumprimentam com um barulho alto e rápido da nota, acompanhado por uma curvatura profunda da cabeça e alongamento do pescoço. Em resposta a distúrbios no ninho, o pássaro chocando dá uma exibição arqueada que normalmente se assemelha a outras espécies de Mycteria.
O cortejo consiste em reverências repetidas e levantar contas de ambos os parceiros, que ficam de frente um para o outro e executam essa exibição em uma ação de espelho. Muitas exibições no ninho se assemelham às de outras espécies de Mycteria. O macho no ninho anuncia para a fêmea que chega usando exibicionismo, ao que a fêmea responde com uma postura de equilíbrio e boquiaberta. Uma exibição de saudação de cima para baixo de ambos os parceiros segue a chegada de um parceiro ao ninho, e o macho adota uma exibição de voo ao redor na chegada da fêmea. Ambos os parceiros no ninho retraem a pele da cabeça para expor duas ou três vezes mais pele nua do que entre as exibições quando a pele fica solta.
No sul da Sumatra, pode-se reproduzir ao lado de marabus-pequenos, íbis-de-cabeça-negra e várias espécies de garças. No Camboja, tântalos-brancos foram relatadas se reproduzindo ao lado de tântalos-indianos, marabus-pequenos e pelicanos-cinzentos na floresta inundada ao redor de Tonle Sap durante o início da estação seca em janeiro e fevereiro. As colônias aqui estão situadas em pântanos de mangue 1-4 km da costa em densas samambaias Archostichum ou árvores mortas.
A reprodução na Malásia provavelmente é, na melhor das hipóteses, escassa e malsucedida. Vários tântalos adultos foram observadas em plumagem de reprodução em Kuala Gula em julho de 1984, e cerca de 20 ninhos foram relatados lá em 1989, juntamente com uma população adulta crescente. Antes dessas observações, os sinais de reprodução desta espécie não haviam sido registrados desde 1935. No entanto, nenhum jovem foi visto na Malásia desde 1983, e a aparente falta de sucesso reprodutivo provavelmente se deve à alta pressão de predação.  A reprodução não ocorre mais na Ilha Javan de Pulau Dua. Desde meados da década de 1970, esta ilha foi conectada com o continente Javan por meio de um rápido acréscimo costeiro; após o que o fácil acesso humano levou ao desmatamento em grande escala para a colheita de lenha. A reprodução cessou devido à remoção do habitat de nidificação adequado de árvores altas. No entanto, indivíduos ainda foram vistos na ilha em cortejo e houve sugestões de que o status de reprodução poderia ser restaurado aqui por meio de medidas de conservação rigorosas. Alguns cruzamentos ainda ocorrem em Pulau Rambut; alguns pares reprodutores foram observados aqui na Baía de Jacarta em 2014.
Jovens tântalos-brancos em cativeiro podem se tornar sexualmente maduras a partir dos três meses de idade, mas criadores nessa idade parecem precoces e inexperientes; de modo que a idade real de reprodução é provavelmente um pouco mais velha.  Em seu habitat natural, os jovens tântalos começam a deixar seus criadouros natais aos 3-4 meses de idade. Especialmente em cativeiro, o tântalo-branco ocasionalmente cruza com o tântalo-indiano. Um híbrido de marabu-pequeno macho e tântalo-branco fêmea também foi incubado em Jurong Bird Park, Singapura.

### Alimentação
A dieta do tântalo-branco é diversa. Na Malásia, o núcleo da dieta parece incluir mudskippers de Periophthalmus e Gobiidae 10-23 cm de comprimento; embora o bagre Arius spp. pode ser o principal componente da dieta no sul de Sumatra. Outras presas registradas em Sumatra do Sul incluem peixe-leite, mudskipper-gigante (Periophthalmodon schlosseri), espécies de tainha de Moolgards e Chelon,  peixe-gato enguia Plotosus canius, barbatana de quatro dedos Eleutheronema tetradactylum e pomfrete de prata chinês Pampus chinesis.  Supostamente, cobras e sapos também são consumidos como alimento,  especialmente para alimentar os jovens. Os pais alimentam os filhotes com peixes grandes, enguias e salteadores de até 20 cm de comprimento. Em Sumatra, o Pseudapocryptes alongado mudskipper alongado era a presa mais comum encontrada em ninhos  Outras presas encontradas em ninhos incluem o camarão-indiano e uma espécie de peixe clupeídeo Thryssa dussumieri.
Os jovens comem vorazmente; Os filhotes de até duas semanas de idade podem ser alimentados pela ave progenitora até quatro vezes em duas horas, mas os filhotes mais velhos com menos frequência. Como a alimentação começa antes que todos os filhotes tenham eclodido, os filhotes mais novos (e menores) estão em desvantagem competitiva e comumente morrem de fome, especialmente porque a ave progenitora não parece distribuir comida igualmente entre a ninhada.  Em altas temperaturas, os adultos às vezes trazem água para o ninho e babam de seus bicos nos filhotes para se refrescar e beber.
Os tântalos-brancos também parecem explorar camarões comerciais como alimento. Os tanques de camarão ativos geralmente duram três meses antes da secagem, após o que os camarões remanescentes são expostos no fundo à medida que o nível da água diminui e o tântalo-branco e outras aves limícolas passam a se alimentar dos camarões remanescentes. Essa vantagem alimentar pode se tornar cada vez mais disponível à medida que a aqüicultura terrestre se expande em Kuala Gula.  Em Java, eles também se alimentam em viveiros de peixes, especialmente após a estação seca, quando as águas baixam para descobrir extensões de lama adequadas para sua alimentação. Esses ambientes feitos pelo homem podem, no entanto, desfavorecer a reprodução.
A ingestão diária de alimentos pelo tântalo-branco foi estimada em 630 g de peso úmido, que pode ser suprida em duas horas na intensidade máxima de forrageamento.
Vários mecanismos de alimentação foram observados nesta espécie. No entanto, como ocorre com outras espécies Mycteria, o tântalo-branco localiza e captura a presa predominantemente pelo tato, geralmente apalpando o bico ou sondando o bico direto. Como a localização dos alimentos é principalmente tátil, o forrageamento é mais eficiente em altas concentrações de presas. O método de tatear consiste em caminhar lentamente em águas rasas com o bico parcialmente aberto submerso cerca de três quartos na água. O tântalo rapidamente fecha suas mandíbulas quando uma presa toca a gaveta, levanta a cabeça e engole rapidamente o item inteiro após alguns lançamentos. Depois de engolir um peixe grande, o tântalo pode descansar por até um minuto antes de voltar a forragear.  Alternativamente, o pássaro pode ficar passivamente na beira da água com seu bico meio aberto submerso na água onde as ondas estão presentes, de forma que a água flua através das mandíbulas do pássaro.  O tântalo-branco também às vezes puxa seu bico através da água em um arco de lado a lado quando está em pé ou caminhando, até que o bico toque uma presa.
Outro método de alimentação tátil comum nesta espécie é a sondagem direta de seu bico ao redor de buracos profundos na lama. Com as mandíbulas parcialmente abertas, o pássaro insere e retira parcialmente seu bico da lama por 5 a 32 segundos por buraco. A nota é muitas vezes inserida na lama três quartos acima do comprimento da nota, mas às vezes ao longo do corpo ou até os olhos.
Outros métodos de forrageamento observados no tântalo-branco são mecanismos de manejo de presas típicos de outras espécies de Mycteria. Uma delas é a agitação dos pés, em que a cegonha fica em uma perna e perturba o leito do rio com o pé da perna oposta; que pode afastar as presas aquáticas de locais inacessíveis aos tântalos. Os tântalos-brancos também se alimentam em bandos com alta densidade de presas, por meio do qual cooperam com os peixes em águas rasas para desviá-los para seus bicos entreabertos; como foi observado em Java. Também costumam se alimentar em agregações ao lado de outras espécies de aves pernaltas, como marabus-pequenos e garças. Esta espécie ocasionalmente detecta presas aquáticas por meio de busca visual direta.
Durante e após a estação chuvosa local, que vai de novembro a março, os indivíduos aparentemente se alimentam em grande número nos campos de arroz inundados; e o menor número de indivíduos observados na costa pode refletir as condições de alimentação mais favoráveis no interior. Avistamentos têm sido relatados regularmente ao longo do Rio Batang Hari 50 km da costa.  Durante a reprodução, os juvenis geralmente se alimentam perto da colônia de reprodução em piscinas rasas de mangue com alta densidade de peixes.

### Outro comportamento
Durante a maré alta, os indivíduos muitas vezes empoleiram-se em árvores de mangue ou em árvores remanescentes em campos de arroz. O empoleiramento também ocorre em copas de árvores altas de mangue e no solo em lodaçais e pântanos entremarés. Entre as atividades de forrageamento, os indivíduos foram observados em locais sombreados ou ao sol, adotando uma posição de asas caídas.
Movimentos de conforto comuns no tântalo-branco incluem allopreening entre os parceiros reprodutores e balançar a cabeça. Os indivíduos empoleirados perto dos parceiros de incubação também realizam a fricção da cabeça, por meio da qual o tântalo oleia a pele da cabeça nua em sua glândula preen e, em seguida, esfrega a cabeça em sua plumagem.

## Ameaças e sobrevivência
A população global de tântalo-branco tem diminuído substancialmente, especialmente desde o final dos anos 1980, e tem sido amplamente atribuída à destruição de habitat e perturbação por meio do desmatamento de manguezais para atividades humanas, como piscicultura, cultivo de arroz das marés, exploração de madeira, e na Indonésia, reassentamento humano. O desmatamento levou à falta de árvores maduras adequadas para as espécies nidificarem e, portanto, afetou o sucesso de reprodução. As colônias de reprodução também diminuíram devido ao aumento do comércio internacional ilegal dessa ave a partir de meados da década de 1980 e, especialmente no sul da Sumatra, a caça furtiva de ovos e juvenis para consumo humano. Os juvenis, em particular, foram vendidos e comprados por zoológicos em Singapura, Kula Lampur, Brunei e vários zoológicos europeus. Diz-se que o tântalo-branco é geralmente vulnerável a distúrbios humanos,  que também pode explicar o acentuado declínio generalizado desta espécie. Embora viveiros de peixes e fazendas de camarão, por exemplo, possam fornecer áreas de alimentação adicionais e, portanto, permitir oportunismo alimentar para esta espécie, a presença dessas estruturas feitas pelo homem pode perturbar a reprodução nas proximidades e, portanto, afetar a população a longo prazo.
O tântalo-branco foi essencialmente eliminado do Vietnã por meio da destruição generalizada de manguezais durante a Guerra do Sudeste Asiático em 1963-1975. O reflorestamento em grande escala subsequente pode, entretanto, ter levado a alguma recolonização;  embora a espécie também tenha sofrido os efeitos de longo prazo da aplicação de herbicida no sul do Vietnã em anos posteriores.
Esta espécie possui vários predadores naturais. Na Sumatra Meridional, lagartos-monitores, especialmente a espécie varano-malaio, foram relatados predando ovos de tântalo-branco e espécimes juvenis. Crocodilos-de-água-salgada às vezes também comem jovens tântalos-brancos.  Na floresta de manguezais de Matang, na Malásia, águias-marinhas de dorso vermelho, lagartos-monitores-d'água e civetas-de-palmeira-asiática são predadores em potencial (ninhos) e provavelmente contribuem para a baixa sobrevivência aqui. Em cativeiro na Malásia, o tântalo-branco também pode ser potencialmente ameaçada pelo macaco-cinomolgo, que é um potencial predador dos ovos e filhotes de tântalo, e cujo alcance tem se expandido gradualmente aqui. Este macaco poderia nadar até locais de nidificação cercados por água, como fizeram com garças-reais em cativeiro. Em Pulau Rambut, predadores potenciais incluem píton-reticulada, cobras-olho-de-gato (especialmente Boiga dendrophila).  A águia-marinha de barriga branca também é um predador dos filhotes.
Outra ameaça potencial para o tântalo-branco é a contaminação de seu habitat natural com elevadas concentrações de íons de metais como cobre, zinco e chumbo. As fontes dessa contaminação observada incluem o uso de agroquímicos em Kuala Gula, corrosão e escoamento de molhes e barcos revestidos com esses metais e o desenvolvimento da aqüicultura. Em Pulau Rambut, as colônias de reprodução também podem ser ameaçadas pelo aumento da poluição do mar.
A recuperação da população para esta espécie se baseou amplamente na reprodução em cativeiro. Em 1987, o primeiro projeto de reprodução em cativeiro e reintrodução para o tântalo-branco foi iniciado no Zoo Negara, na Malásia (um país onde a população de tântalo-branco diminuiu em mais de 90% da década de 1980 a 2005 ) de um pequeno grupo de jovens cinco machos e cinco fêmeas receberam do zoológico de Singapura e do zoológico de Johor. Destes 10 indivíduos, a população cativa aumentou para mais de 100 indivíduos em 2005. Portanto, com o declínio da população de tântalo-branco selvagem na Malásia desde a década de 1980, a população cativa de voo livre tem aumentado constantemente.
A primeira reintrodução de tântalo-branco bem-sucedida foi realizada no Parque Natural de Kuala Selangor em 1998, com a libertação de 10 indivíduos criados em cativeiro aqui. A floresta de manguezais de Matang, na Malásia, é um local candidato popular à reintrodução porque é considerada um habitat adequado para tântalos-brancos em termos de abrigo, criadouros e áreas de alimentação; e aparentemente há ameaças mínimas de predadores e parasitas. A área também é protegida e gerida sistematicamente, e as matérias-primas são colhidas de forma sustentável aqui.  No entanto, os indivíduos em cativeiro soltos em seu habitat natural enfrentam novas ameaças potenciais, como suscetibilidade a doenças, falta de habilidade para caçar para alimento e defender território, e falta de habilidade para detectar e evitar predadores potenciais com eficácia.  Esses indivíduos liberados também podem abrigar doenças e parasitas que podem prejudicar as populações selvagens.
Particularmente para indivíduos em cativeiro, há o risco de perda de integridade genética por meio da hibridização com tântalos-indianos em cativeiro ou em estado selvagem na parte norte da área de tântalo-branco, onde pode co-ocorrer com os tântalos-indianos.
Quando bem-sucedida, a conservação dessa espécie na natureza tem contado com a manutenção de uma rede integrada de reservas de zonas úmidas, como tem sido feito em esquemas de reflorestamento e proteção no Vietnã, que podem ter levado a alguma recolonização pela espécie. Aumentar a consciência pública para esta espécie e seu status de ameaça também foi identificada como uma ação indispensável para uma conservação bem-sucedida.

## Na cultura e no relacionamento com os humanos
O tântalo-branco é bem conhecido entre os habitantes locais da Indonésia e é facilmente distinguida por eles no campo de outras aves limícolas; embora pelo menos historicamente tenha sido comumente (e às vezes ilegalmente) perseguido para carne e ovos. Como muitas outras espécies de aves pernaltas, o tântalo-branco também é às vezes considerado uma praga menor na indústria da aquicultura, alimentando-se de peixes e camarões comerciais. No entanto, está oficialmente protegido na Malásia e na Indonésia e está listado no Apêndice I da CITES desde 1987.
Esta espécie apareceu ocasionalmente em zoológicos como o Zoológico de Viena e o Zoológico de Washington Park, com o último tendo o espécime de tântalo-branco de vida mais longa, que viveu por 12 anos, 4 meses e 18 dias (1937-1950). Muitos espécimes juvenis de zoológicos foram erroneamente identificados como tântalo-indianos jovens e, mais tarde, provaram ser tântalos-brancos.  Os únicos zoológicos registrados como tendo reproduzido a espécie são Zoo Negara (onde a cegonha se reproduziu em cativeiro pela primeira vez em 1987), Zoológico de San Diego e Zoológico de Singapura. Os programas de reprodução em cativeiro e reintrodução desta cegonha têm sido amplamente apoiados por agências governamentais e não governamentais como a Perhilitan, a Malaysian Nature Society e a Malaysian Zoological Society.
Um tântalo-branco em voo aparece no logotipo do Parque Nacional de Sembilang. Também tem aparecido comumente em calendários e pôsteres em campanhas de conscientização pública em Sumatra.

## Status
Em 2008, a população global era inferior a 2.200 indivíduos, o que representa uma redução de aproximadamente 5.000 na década de 1980. Na Malásia, a contagem da população diminuiu constantemente de mais de 100 indivíduos em 1984 para menos de 10 em 2005 (em mais de 90%), modo que a população aqui enfrenta a extinção local.  Da estimativa atual da população mundial, há provavelmente cerca de 1.600 indivíduos em Sumatra, menos de 500 em Java e menos de 100 no sudeste asiático.  A população do Camboja é muito pequena, numerando de 100 a 150 indivíduos; e embora possa ser relativamente estável, declínios rápidos são esperados se ameaças graves persistirem. Devido ao declínio populacional substancial em toda a sua área de distribuição, o status da população do tântalo-branco foi elevado a Ameaçada de Vulnerável em 2013 pela IUCN .